# Peter Tägtgren
Alf Peter Tägtgren (Grangärde, 3. lipnja 1970.) je švedski glazbenik, najpoznatiji kao pjevač i gitarist death metal-sastava Hypocrisy te član industrial metal-sastava Pain. Također, od 2004. do 2005. bio je pjevač sastava Bloodbath. Godine 2013. je s Tillom Lindemannom, pjevačem Rammsteina osnovao sastav Lindemann, no napustio ga je u studenome 2020. godine. Bio je i koncertni glazbenik za sastave Marduk i Malevolent Creation.
Godine 1994. osnovao je glazbeni studio The Abyss. Između ostalih, surađivao je i sa sastavima kao što su Sabaton, Children of Bodom, Dimmu Borgir, Old Man's Child, Rotting Christ, Therion, Septicflesh, Overkill, Amon Amarth, Destruction, Amorphis, Marduk i Enslaved.

## Diskografija
Hypocrisy
- Penetralia (1992.)
- Osculum Obscenum (1993.)
- The Fourth Dimension (1994.)
- Abducted (1996.)
- The Final Chapter (1997.)
- Hypocrisy (1999.)
- Into The Abyss (2000.)
- Catch 22 (2002.)
- The Arrival (2004.)
- Virus (2005.)
- A Taste of Extreme Divinity (2009.)
- End of Disclosure (2013.)

Pain
- Pain (1997.)
- Rebirth (1999.)
- Nothing Remains the Same (2002.)
- Dancing With the Dead (2005.)
- Psalms of Extinction (2007.)
- Cynic Paradise (2008.)
- You Only Live Twice (2011.)
- Coming Home (2016.)

Bloodbath
- Nightmares Made Flesh (2004.)

Lindemann
- Skills in Pills (2015.)
- F & M (2019.)

## Gostovanja
- Immortal – Northern Chaos Gods
- Marduk – Live in Germania
- Sabaton – Carolus Rex
- Celtic Frost – Monotheist
- Destruction – All Hell Breaks Loose
- Exodus – Exhibit B: The Human Condition
- Destruction – The Antichrist
- Tiamat – Judas Christ
- Destruction – Inventor of Evil
- Kataklysm – Serenity in Fire
- Enthroned – The Apocalypse Manifesto
- Edge of Sanity – Infernal
- Legion of the Damned – Descent into Chaos
- Lock Up – Necropolis Transparent
- Naglfar – Vittra
- Therion – A'arab Zaraq – Lucid Dreaming

## Producirani albumi
- Hypocrisy – The Fourth Dimension

1995.
- Amon Amarth – Sorrow Throughout the Nine Worlds (EP)
- The Abyss – The Other Side
- Naglfar – Vittra
- Death Organ – 9 to 5

1996.
- Dark Funeral – The Secrets of the Black Arts
- Fleshcrawl – Bloodsoul
- Hypocrisy – Abducted
- The Abyss – Summoj the Beast
- Setherial – Nord
- Marduk – Heaven Shall Burn... When We Are Gathered
- Marduk – Glorification (EP)

1997.
- Pain – Pain
- Dimmu Borgir – Enthrone Darkness Triumphant
- Marduk – Live in Germania
- Fleshcrawl – Bloodred Massacre
- Hypocrisy – The Final Chapter
- Abruptum – Vi Sonus Veris Nigrae Malitiaes
- Therion – A'arab Araq – Lucid Dreaming

1998.
- Amon Amarth – Once Sent from the Golden Hall
- Gorgoroth – Destroyer
- Marduk – Nightwing
- Enslaved – Blodhemn
- Dimmu Borgir – Godless Savage Garden (EP)
- Dark Funeral – Vobiscum Satanas
- Raise Hell – Holy Target
- Love Like Blood – Snakekiller
- Love Like Blood – The Love Live Blood E.P.
- Dispatched – Promised Land

1999.
- Dimmu Borgir – Spiritual Black Dimensions
- Immortal – At the Heart of Winter
- Marduk – Panzer Division Marduk
- Pain – Rebirth
- Amon Amarth – The Avenger
- Thyrfing – Valdr Galga
- Hypocrisy – Hypocrisy

2000.
- Borknagar – Quintessence
- Immortal – Damned in Black
- Rotting Christ – Khronos
- Enslaved – Mardraum: Beyond the Within
- Old Man's Child – Revelation 666: The Curse of Damnation
- Children of Bodom – Follow the Reaper
- Dark Funeral – Teach Children to Worship Satan
- Dark Funeral – In the Sign...
- Hypocrisy – Into The Abyss
- Destruction – All Hell Breaks Loose
- Dispatched – Motherwar
- Neglected Fielda – Mephisto Lettonica
- Gardenian – Sinduatires

2001.
- Marduk – La Grande Danse Macabre
- Amon Amarth – The Crusher
- Susperia – Predominance
- Destruction – The Antichrist
- Dark Funeral – Diabolis Interium

2002.
- Immortal – Sons of Northern Darkness
- Hypocrisy – Catch 22
- Susperia – Vindication
- Shining – Angst, självdestruktivitetens emissarie

2003.
- Marduk – World Funeral
- Grimfist – Ghouls of Grandeur
- Forgotten Tombs – Springtime Depression

2004.
- Grave – Fiendish Regression
- Maryslim – Split Vision
- Hypocrisy – The Arrival

2005.
- Destruction – Inventor of Evil
- Dimmu Borgir – Stormblåst MMV
- Pain – Dancing With the Dead
- Hypocrisy – Virus

2006.
- Celtic Frost – Monotheist
- Grave – As Rapture Comes
- Noctiferia – Slovenska Morbida

2007.
- Pain – Psalms of Extinction
- Maryslim – A Perfect Mess

2008.
- Children of Bodom – Blooddrunk
- Sabaton – The Art of War
- Tarja – The Seer (EP)
- Sanctification – Black Reign
- Hypocrisy – Catch 22 V2.0.08
- Pain – Cynic Paradise

2009.
- Immortal – All Shall Fall
- Hypocrisy – A Taste of Extreme Divinity
- Dark Funeral – Angelus Exuro pro Eternus

2010.
- Sabaton – Coat of Arms
- Immortal – The Seventh Date of Blashyrkh
- Overkill – Ironbound
- Noctiferia – Death Culture

2011.
- Septicflesh – The Great Mass
- Abigail Williams – In the Absence of Light
- Legion of the Damned – Descent into Chaos
- Kampfar – Mare
- Pain – You Live Only Twice
- Loudblast – Frozen Moments Between Life And Death
- The Unguided – Nightmareland (EP)
- Belphegor – Blood Magick Necromance

2012.
- Heidevolk – Batavi
- Sabaton – Carolus Rex
- Essence – Last Night Of Solace
- Carnalation – Deathmask

2013.
- Hypocrisy – End of Disclosure
- Amorphis – Circle
- Children of Bodom – Halo of Blood

2014.
- Sabaton – Heroes

2015.
- Lindemann – Skills in Pills
- Carach Angren – This Is No Fairytale

2016.
- Sabaton – The Last Stand
- Pain – Coming Home
- Discharge – End of Days

2017.
- Carach Angren – Dance and Laugh Amongst the Rotten

2018.
- Immortal – Northern Chaos Gods

2019.
- Lindemann – F & M